# Palazzo Barile
Palazzo Barile è un palazzo storico di Caltanissetta, appartenuto alla famiglia Barile del ramo dei signori di Sant'Arcangelo.

## Storia
Fu una delle dimore della famiglia del barone Barile di Turolifi. Per parecchio tempo viene utilizzato, nel corso dell'Ottocento, come sede dei prefetti di Caltanissetta, prima che questi trovino alloggio nel palazzo Lanzirotti, e successivamente nell'apposita e attuale sede di viale Regina Margherita. Fu anche sede di un orfanotrofio nel 1778. Nel 1847 mons. Stromillo, primo vescovo della diocesi, chiese al sovrano Ferdinando II la possibilità di acquistare la dimora Barile e l'attigua Casa comunale (l'antica Casa del Magistrato), per poter realizzare la sede per il Seminario e l’Episcopio. Riuscì ad acquistare i due immobili, però i moti del 1848 bloccano il progetto di ristrutturazione affidato all'ing. Massari ed ebbe la stessa sorte anche il successivo affidamento dato all'architetto Giuseppe Di Bartolo. Demolita l’antica Casa comunale per lasciar spazio all'edificio della Camera di Commercio, il palazzo Barile è ristrutturato a sua volta su progetto dell'arch. Alfonso Barbera, e a cavallo tra i due secoli accoglie la sede del Banco di Sicilia.

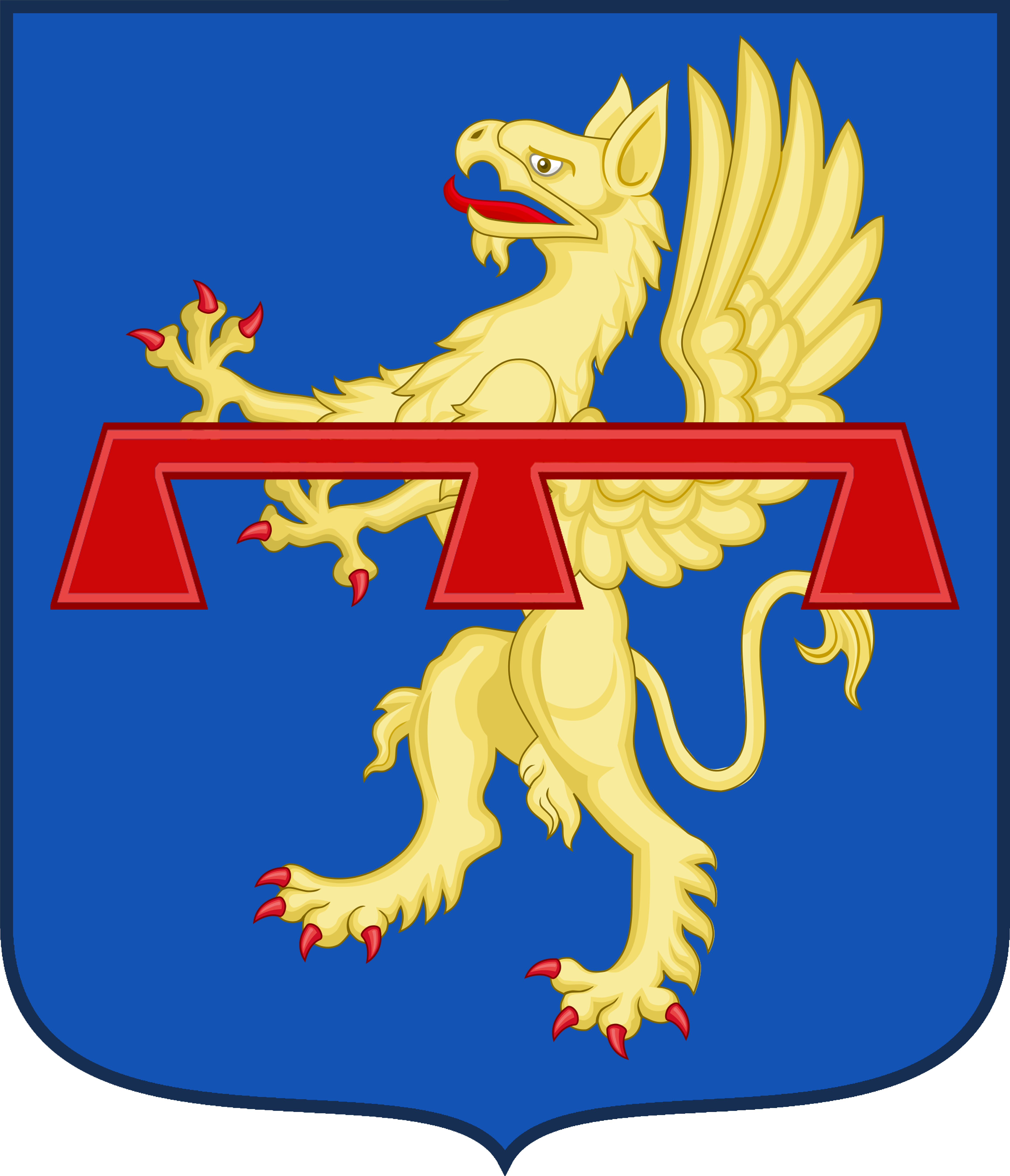
Lo stemma dei Barile

## Descrizione
Blocco chiuso composto da due elevazioni. Dell'attigua Casa del Magistrato rimane, ancor oggi, nel retro del palazzo, una testimonianza, una delle quattro torri merlate che racchiudevano l'antico edificio, e nella quale è ancora possibile osservare alcune finestre a sesto acuto finemente decorate in stile gotico. Facciata con asse centrale evidenziato dall’aggetto della partitura entro cui si aprono il portale d’ingresso ed i balconi sovrastanti. L’effetto decorativo è affidato ai balconi con mostra liscia e frontone riccamente decorato. Tra gli elementi decorativi della facciata, spiccano i medaglioni, attribuiti al Frattallone, disposti tra i balconi del primo piano ed al secondo piano i grandi stemmi nobiliari della famiglia Lanza Paternò dei Principi Mirto a cui apparteneva la Principessa Costanza che nell’800 sposò il barone Giovanni Barile, tutti elementi realizzati in pietra di Sabucina e spiccano sullo sfondo della superficie bianca intonacata. Al piano terreno, la presenza, nel tempo, di vari esercizi commerciali, ha stravolto l'originario disegno architettonico. All’interno gli ambienti si susseguono secondo il tema dell’”enfilade” tipico dell’edilizia abitativa fino al terzo decennio del Settecento.